# Rafaela (novela)
Rafaela es una novela escrita por la escritora argentina Mariana Furiasse en el año 2002. En ese mismo año recibió el Premio de Literatura Infantil "El Barco de Vapor" 8ddc, en su primera edición argentina.
La novela está escrita como un diario personal, alrededor de la voz de la protagonista. Según la autora, Rafaela es "una chica que construye su relato desde la experiencia de sentirse diferente, en un mundo/espejo que le exige devolver imágenes idénticas a los chicos de hoy. Lo que se lee es la escritura de una subjetividad que habilita la identificación por la emoción y el reconocimiento".

## Resumen
Rafaela es sensible, negativa y tímida, empieza a relatar su vida en anotaciones diarias que hace en su cuaderno. 
Tiene 16 años, es obesa y se ve diferente a su madre Nadine y a su hermana Aitana, que las dos parecen modelos, tiene una perra llamada Minerva que es la que la acompaña todas las noches cuando esta sola. En el colegio se siente invisible, salvo para sus tres amigas. Se define como tímida y callada, distante de los varones e interesada por cosas que no puede compartir con sus amigas: los libros, el cine. Sin embargo, su vida cambia por completo cuando al caer por las escaleras de la escuela, se encuentra con Simón. 
Entre encuentros y correos electrónicos, Rafaela va enamorándose de Simón. Por su parte piensa que Simón le corresponde, ya que ve su admiración en especial por la forma en que ella toca el violín. Simón le presenta a su abuela, la Tana, quien le muestra a Rafaela un álbum de fotos de su nieto. Ella está encantada porque descubre algunos momentos significativos en la vida de su amigo. Sin embargo, Simón la trata solo como confidente y esto hiere profundamente a Rafaela cuando descubre que no pueden llegar a ser más que amigos.